# Anthemurgus passiflorae
Anthemurgus passiflorae là một loài Hymenoptera trong họ Andrenidae. Loài này được Robertson mô tả khoa học năm 1902.